# Marutei Tsurunen
Marutei Tsurunen (ツルネン・マルテイ, 弦念丸呈, Tsurunen Marutei, ursprungligen Martti Turunen, född den 30 april 1940 i byn Jaakonvaara i Norra Karelen, Finland, är en japansk politiker, tillhörande Japans Demokratiska Parti. Han var generaldirektör för JDP:s internationella avdelning och blev 2002 som den förste utlandsfödde japanska medborgaren genom tiderna invald till det japanska parlamentet, där han satt till och med 2013.
Tsurunen föddes i Norra Karelen i Finland. 1967 reste han till Japan som luthersk missionär. 1974 mötte han sin nuvarande fru och bestämde sig för att söka japanskt medborgarskap, vilket han fick 1979. I enlighet med dåvarande japansk lag skapade han sig då ett japanskt namn skrivet med kanji; han föredrar dock fortfarande att skriva sitt namn med katakana. Följande årtionde undervisade han i engelska i prefekturen Kanagawa. Han har även översatt Berättelsen om Genji av Murasaki Shikibu till finska.
1992 kandiderade han för en plats i Yugawaras stadsfullmäktige och blev invald. Han skrev därefter en bok med titeln Här kommer den blåögde ledamoten (青い目の議員がゆく) som nådde en viss spridning. 1995 kandiderade han för första gången till parlamentet, men blev inte invald. Efter ytterligare fyra oframgångsrika valkampanjer samt en andra bok (Marutei Tsurunen, japan 日本人ツルネンマルテイ) lyckades han 2002 slutligen bli vald till ledamot av överhuset efter att Kyosen Ōhashi (大橋巨泉) avgått.
Tsurunen har två vuxna barn, en son och en dotter.